# Der erste Tag
Der erste Tag ist der Titel eines Fernsehfilms aus dem Jahr 2008. Der Film ist eine Auftragsproduktion von ORF und ARTE und wurde von der MR Film produziert. Er handelt von einem Super-GAU im tschechischen Kernkraftwerk Dukovany.

## Handlung
Die Strahlungsmessstelle nahe dem grenznahen Kernkraftwerk Dukovany vermeldet erhöhte Radioaktivität. Die Bundeswarnzentrale in Wien und die Landeswarnzentrale Niederösterreich werden informiert. Von tschechischer Seite wird versichert, es handle sich nur um einen kleinen Zwischenfall. Als deutlich wird, dass ein ernster Unfall der INES-Stufe 4 vorliegt, wird die Bevölkerung in den Bezirken Horn und Hollabrunn aufgefordert, die Gebäude nicht zu verlassen und Kaliumiodid-Tabletten zu sich zu nehmen. Gleichzeitig werden an den Straßengrenzübergängen Checkpoints mit Mess- und Dekontaminierungsstationen eingerichtet. Als plötzlich der Wind dreht und somit die mit radioaktiven Partikeln verseuchten Wolken nach Österreich geweht werden, melden nach den ersten Niederschlägen auch mehrere niederösterreichische Messstationen erhöhte Radioaktivität. Da die Messungen sowohl an den Messstationen als auch an den Checkpoints extrem hohe Radioaktivität feststellen, wird an der Version eines „kleinen“ Störfalls rasch gezweifelt. Letztendlich teilt der Betreiber des Kernkraftwerks mit, dass ein Reaktorkern geschmolzen sei und Löscharbeiten nach wie vor im Gange seien. In der Bundeswarnzentrale wird diese Information als „GAU“ weitergegeben (womit offenbar ein Super-GAU gemeint gewesen sein muss, da bei einem GAU keine radioaktiven Stoffe in die Umwelt abgegeben würden). Tausende Menschen sollen nun aus den betroffenen Gebieten evakuiert werden. Mit dieser Feststellung endet „der erste Tag“ dieser Katastrophe und der Film.

### Hauptcharaktere
Familie Hirzer:
Karl und Ines Hirzer betreiben ein gut geführtes Restaurant, in dem ihr Sohn Jonathan gerade gegen seinen Willen eine Lehre zum Koch absolviert. Nach einem Streit mit seinem Vater fährt er mit seinem Moped ohne sein Mobiltelefon davon und wird dabei vom radioaktiven Niederschlag eingeholt.
Familie Schretzer:
Hubert und Karoline Schretzer sind Bauern; ihre Tochter Marie ist in Jonathan verliebt. Als dieser mit seinem Moped vor ihrer Schule, dem Gymnasium Horn auftaucht, schwänzt sie den Unterricht und fährt mit ihm mit, um blau zu machen.
Familie Renolder:
Gregor Renolder arbeitet in der Landeswarnzentrale in Niederösterreich. Er weiß um den Ernst der Lage und bittet seine schwangere Frau Anna, mit ihrem gemeinsamen Sohn Theo aus dem Gefahrenbereich nach Gmunden zu ihrer Schwester zu fahren.
Familie Friedl:
Familie Friedl betreibt eine Bäckerei in Horn. Siegmund Friedl erfährt von einem tschechischen Freund als erster von dem Unfall und versucht, den Bürgermeister zu Maßnahmen zu bewegen. Dieser will jedoch ohne Bestätigung der Landeswarnzentrale die Bevölkerung nicht warnen, um keine Panik zu verbreiten. Bei seinem Einsatz wird Friedl von einem Fahrzeug angefahren und getötet.

## Hintergrund
Die Dreharbeiten des Films dauerten von Anfang August bis Mitte September 2008 und fanden in Wien, Horn, Senftenberg sowie im nördlichen Niederösterreich statt. Mit einem Produktionsbudget von über einer Million Euro zählt er zu einem der teuersten österreichischen Filme des Jahres 2008.
Die Dreharbeiten erfolgten unter Einbindung der örtlichen Freiwilligen Feuerwehren und der Strahlenschutzgruppen einiger Bezirke sowie unter Einbindung des Bundesheeres. Das Bundesministerium für Landesverteidigung stellte für die Produktion des Films 80 Soldaten aus der ABC-Abwehrschule in Korneuburg sowie zwei Black Hawk-Hubschrauber und zahlreiche Heeresfahrzeuge zur Verfügung.
Da die Bundeswarnzentrale und die Landeswarnzentrale für die Filmarbeiten nicht verwendet werden konnten, mussten die Räumlichkeiten und Ausstattungen nachgebaut werden.
Der Film hat ein eher offenes Ende, da nicht gezeigt wird, ob die Krisenstäbe Herr der Lage werden bzw. ob der Super-GAU auch Menschenleben fordert.
Der Film wurde erstmals anlässlich des Themenabends „30 Jahre Zwentendorf“ am 6. November 2008 auf ORF 2 ausgestrahlt und erreichte bei 22 % Marktanteil 524.000 Zuseher, ein weiterer Sendetermin war der 17. Januar 2014 im ORF3.
Zur absehbaren Kritik am Film aus Tschechien wurde der Regisseur Prochaska bereits vor der Ausstrahlung des Films vom Standard befragt: „Warum musste man den Standort unbedingt real verorten?“ Prochaska wurde hierauf mit „Es ging uns nicht darum, einen Buhmann zu finden […] Der Unfall könnte überall passieren.“ zitiert. Dem fügte der Standard noch die Frage hinzu, ob dies die tschechische Regierung auch so sehe. Auf Anfrage habe die tschechische Botschaft der Zeitung mitgeteilt, dass sie den Film anschauen würde. In der Folge kritisierte der tschechische Botschafter in Wien, Jan Koukal, am 7. November 2008, es sei seiner Meinung nach „unglücklich und direkt unmoralisch, auf diese Weise die österreichische Öffentlichkeit zu verwirren und zu erschrecken“. Eine offizielle Stellungnahme Tschechiens werde in Erwägung gezogen.

## Kritiken
Der Standard meint:

„Die Tragödie passiert vor dem Hintergrund privater Schicksale – wir kennen sie aus Myriaden von Katastrophenfilmen: die ängstliche Schwangere, ahnungslose Teenager, bodenständige Bürger, unschuldige Kinder, zaudernde Beamte und natürlich der, dem keiner glaubt. […] Der Subtext des Films ist problematisch. Die Angstkampagne der ‚Krone‘ zu Temelín ist noch keine sechs Jahre alt. Jörg Haider wollte per Volksabstimmung den tschechischen EU-Beitritt verhindern. Mehr als um Strahlenangst ging es um tiefliegende Fremdenfeindlichkeit. Dukovany liegt 40 Kilometer nördlich der österreichischen Grenze. Im Umkreis von 200 km zu Österreich stehen mehr als dreißig Reaktoren, etliche deutsche und schweizerische.“

Dem gegenüber urteilt Tittelbach:

„Chronologie eines Super-GAUs. Indem „Der erste Tag“ auf künstliche Empathie und Anti-AKW-Polemik verzichtet und sich nicht der Muster des Katastrophenthrillers bedient, schockt dieser Film auf eine sehr beklemmende und realistisch nachhaltige Weise. Andreas Prochaskas überragend inszeniertes TV-Movie ohne spekulative Panikmache ist die ideale Erinnerungshilfe für Menschen, die Tschernobyl aus dem Gedächtnis gestrichen haben.“